# مجلس نواب الشعب
مجلس نواب الشعب (بالألمانية: Rat der Volksbeauftragten)‏ هو الاسم الذي أطلق على حكومة ثورة نوفمبر في ألمانيا من نوفمبر 1918 حتى فبراير 1919. تولى المجلس بحكم الواقع وظيفة رئيس الدولة (القيصر) ورئيس الحكومة (المستشار)، وأصدر مراسيم الاستعاضة عن تشريع البرلمان (Reichstag) والمجلس الاتحادي. بقي وزراء الدولة (رؤساء الدوائر الحكومية، على غرار الوزراء في الدول الأخرى) في منصبهم أو تم استبدالهم بالمجلس.
خلال هذه الفترة، كانت الإنجازات الرئيسية للمجلس هي تنظيم الهدنة مع الحلفاء في 11 نوفمبر 1918، والمؤتمر العام (بالألمانية: Reichsrätekongress) من 16 إلى 20 ديسمبر 1918، والتحضير لانتخابات الجمعية الوطنية في 19 يناير 1919. كما أصلح المجلس نظام الاقتراع ووسع حق التصويت للنساء الألمانيات لأول مرة.

## التأسيس والتشغيل
تم تشكيل المجلس في 10 نوفمبر 1918 بعد أن أزاحت ثورة نوفمبر النظام القديم، وتأسس بعد أن اجتمعت عدة آلاف من مجالس العمال والجنود الثوريين في شجيرة السيرك في برلين. كان انتخابهم أو تعيينهم قد بدأ في اليوم السابق من خلال تصرفات الرعاة الثوريون، قادة العمال الذين استولوا على مبنى الرايخستاغ. حدث هذا ضد إرادة قيادة الاشتراكيين الديمقراطيين بقيادة فريدريش إيبرت الذي تم تعيينه مستشارًا (رئيسًا للحكومة) في 9 نوفمبر. ولكونه غير قادر على منع التجمع، كان الديمقراطيون الاشتراكيون في إيبرت قادرين على اختيار العملية وضمان أن العديد من المندوبين كان من بين مؤيديهم. بالإضافة إلى ذلك، تمكن إيبرت من إقناع الديمقراطيين الاجتماعيين المستقلين الأكثر راديكالية بالانضمام إليه في حكومة اشتراكية «موحدة» تضم ثلاثة من أعضائهم. :114
وهكذا شكل ائتلاف بين الحزب الديمقراطي الاجتماعي الألماني والحزب الديمقراطي الاجتماعي الألماني المستقل المجلس. وحتى 29 ديسمبر 1918 كان هناك ثلاثة أعضاء من الحزب الديمقراطي الاجتماعي (فريدريش إيبرت، وفيليب شايدمان، وأوتو لاندسبيرج) وثلاثة من الحزب الديمقراطي الاجتماعي الألماني المستقل (هوغو هاس، وفيلهلم ديتمان، وإميل بارث). كان إيبرت وهاسي رئيسين مشتركين. لم يكن لدى أعضاء المجلس حقائب رسمية، لكن إيبرت كان مسؤولًا عن الشؤون العسكرية والداخلية. :8 ونظرًا لعدم وجود خدمة مدنية موازية، كان على المجلس الاعتماد على البيروقراطية القائمة. وعندما سلم المستشار الإمبراطوري الأخير الأمير ماكس فون بادن مكتب رايشكانزلر إلى إيبرت في 9 نوفمبر، ظل وزراء الدولة في حكومة بادن في البداية في مناصبهم.:87 ومع أن إيبرت سرعان ما استبدل بعضهم بأعضاء من الحزب الديمقراطي الاجتماعي والأحزاب الأخرى، إلا أن بعض كبار موظفي الخدمة المدنية - مثل هاينريش شيوخ، وزير الحرب البروسي أو فيلهلم سولف في وزارة الخارجية - استمروا لأسابيع أو أشهر في المنصب، على الأقل اسميًا.
كان المجلس مسؤولًا رسميًا عن الحكومة عندما تم التوقيع على الهدنة التي أنهت الحرب العالمية الأولى في 11 نوفمبر 1918. ومع ذلك، فقد تم إرسال ماتياس إرزبرغر، المبعوث الألماني، للتفاوض مع الحلفاء في غابة كومبيين في 6 نوفمبر من قبل المستشار ماكس بادن، قبل استقالة الأخير في 9 نوفمبر.:73 تم إرسال البرقية التي أمرت إرزبرغر بالتوقيع في 10 نوفمبر بعد اجتماع للرايخسيجيرونج القديم، الذي تم إنشاؤه في الأصل تحت حكم الأمير ماكس ويترأسه الآن المستشار إيبرت حتى قبل إنشاء مجلس نواب الشعب.:113
في 12 نوفمبر 1918، أصدر المجلس إعلانًا بعنوان «لشعب ألمانيا» (بالألمانية: das deutsche Volk) تضمن النقاط التسع التالية:
- تم رفع حالة الطوارئ
- حقوق التجمع وتكوين الجمعيات لا تخضع لأي حد. وهذا ينطبق أيضًا على موظفي الخدمة المدنية
- لا توجد رقابة. إلغاء الرقابة على المسرحيات المسرحية
- حرية التعبير قولًا وكتابة
- حرية الدين
- العفو عن جميع السجناء السياسيين. إيقاف المحاكمات السياسية
- تم ألغاء Gesetz über den vaterländischen Hilfsdienst [الإنجليزية] (كان هذا هو الأساس القانوني لإجبار جميع الرجال في سن التأهل الذين لا يعملون في الجيش على العمل في الصناعات الاستراتيجية)
- تم إلغاء Gesindeordnung [الإنجليزية] (قانون الخدم البروسي) والقوانين الخاصة بالعمال الزراعيين
- تمت استعادة قواعد حماية العمال التي ألغيت في بداية الحرب

واصل الإعلان الوعد بمزيد من الإصلاحات الاجتماعية. وبحلول 1 يناير 1919 على أقصى تقدير، كان من المقرر عرض يوم العمل الذي يبلغ ثماني ساعات. كما وعدت الحكومة ببذل كل ما في وسعها لتوفير عمل «كاف». كان هناك مخطط لمساعدة البطالة من شأنه أن يوزع العبء بين الرايخ والولاية والبلدية قيد الإعداد. سيتم رفع سقف أرباح التأمين الصحي، وسيتم تخفيف نقص المساكن من خلال «توفير المساكن». ستعمل الحكومة من أجل تأمين التغذية المنتظمة للشعب. ستسعى جاهدة للحفاظ على الإنتاج المنظم وحماية الملكية ضد التعدي الخاص، وكذلك الحرية والسلامة الشخصية. كان من النقرر إجراء الانتخابات المستقبلية، بما في ذلك انتخابات الجمعية التأسيسية، بموجب حق الانتخاب الذي سيكون متكافئًا وسريًا ومباشرًا وعالميًا، على أساس التمثيل النسبي، ومفتوحًا لجميع الرجال والنساء الذين تتراوح أعمارهم بين 20 وما فوق.
في 15 نوفمبر 1918، عين المجلس الليبرالي اليساري هوغو بروس وزيرًا للداخلية وطلب منه كتابة مسودة دستور جمهوري جديد.:13
في 30 نوفمبر 1918، مرر المجلس قانون المرسوم بشأن انتخابات الجمعية الوطنية التأسيسية الألمانية، الذي يحكم الانتخابات القادمة للجمعية الوطنية. أدى هذا إلى تدوين التغييرات التي أدخلت على حق الاقتراع التي أعلنت في وقت سابق. ولأول مرة في ألمانيا تم توسيع حق الاقتراع للنساء.
كما نظم المجلس مؤتمر المجلس الامبراطوري الذي التقى في مجلس النواب البروسي في ساحة لايبزيغ في برلين من 16 إلى 20 ديسمبر 1918. وبأغلبية الأصوات، قررت هذه الجمعية تقديم الانتخابات إلى الجمعية الوطنية حتى 19 يناير 1919 ورفضت اقتراحًا من الحزب الديمقراطي الاجتماعي الألماني المستقل لتولي السلطة التشريعية والتنفيذية العليا. ومع ذلك، فقد أقرت أيضًا قرارًا يُعرف باسم هامبورجر بونكت أكد بعض المطالب الثورية الرئيسية التي كانت لعنة للجيش: القيادة العسكرية العليا ستكون مع مجلس نواب الشعب، والسلطة التأديبية للإقامة مع مجالس الجنود، وانتخاب الضباط، وعدم وجود شارة رتبة ولا مراعاة للرتبة العسكرية خارج الخدمة.:136–137
في 18 ديسمبر 1918، قرر المجلس من حيث المبدأ على الملكية الاجتماعية للصناعات «المناسبة». ومع ذلك، لم يتم اتخاذ خطوات ملموسة في هذا الاتجاه، حيث لم يكن أعضاء الحزب الديمقراطي الاجتماعي الألماني حريصين على أي مبادرات من المحتمل أن تزيد من تعطيل الإمدادات الغذائية المتوترة أو تؤثر سلبًا على الإنتاجية الصناعية. كان أمام المجلس بالكامل تسريح وإعادة إدماج 8 ملايين جندي، وسحب 3 ملايين منهم فوق نهر الراين وضمان إمدادات كافية من الفحم والغذاء حتى الشتاء. وعلاوةً على ذلك، كانت هناك تهديدات لسلامة الرايخ من الحركات الانفصالية في راينلاند ومن التوسع الإقليمي البولندي.:11،13
في 29 ديسمبر 1918، انسحب الحزب الديمقراطي الاجتماعي الألماني المستقل من المجلس. كانت نقطة الخلاف الرئيسية هي العمل العسكري الذي اتخذته الحكومة للتو في 23 و24 ديسمبر ضد الجنود الثوريين من شعبة الرايخ البحرية.:149–151 حدث هذا نتيجة لاتفاق إبرت-غرونر بين فريدريش إبرت وفيلهلم جرونر من القيادة العسكرية العليا. ومع ذلك، كان هناك حديث حتى قبل القتال في عيد الميلاد حول استقالة وشيكة لممثلي الحزب الديمقراطي الاجتماعي الألماني المستقل.:151 تم ملء الشواغر في المجلس بعضوين آخرين من الحزب الديمقراطي الاجتماعي الألماني هما غوستاف نوسكي ورودولف ويسيل. ومع عدم وجود حقائب، كان نوسكي مسؤولًا عن الجيش وويسيل مسؤولًا عن الشؤون الاقتصادية. ومنذ ذلك الحين، تم التوقيع على الاتصالات الخارجية للمجلس باسم «الحكومة الإمبراطورية» بدلاً من «مجلس نواب الشعب».:152
نظمت الحكومة انتخابات للجمعية الوطنية في 19 يناير 1919.

## النهاية
في 13 فبراير 1919، أنهى المجلس أعماله وتنازل عن السلطة رسميًا إلى الحكومة التي تم تشكيلها حديثًا من قبل الوزير الرئيس شيدمان. تم تعيين شيدمان من قبل فريدريش إيبرت، الذي انتخب بدوره أول رئيس مؤقت لألمانيا (بالألمانية: Reichspräsident) من قبل الجمعية الوطنية.

## أعضاء المجلس
| العضو   | العضو         | العضو                      | مدة العضوية       | مدة العضوية             | الحزب السياسي                               | المنصب                                                          |
| الترتيب | صورة          | الاسم                      | تاريخ تولي المنصب | تاريخ ترك المنصب        | الحزب السياسي                               | المنصب                                                          |
| ------- | ------------- | -------------------------- | ----------------- | ----------------------- | ------------------------------------------- | --------------------------------------------------------------- |
|         | فريدريش إيبرت | فريدريش إيبرت (1871–1925)  | 10 نوفمبر 1918    | 11 فبراير 1919          | الحزب الديمقراطي الاجتماعي الألماني         | الرئيس المشارك مستشار الرايخ حتى 13 فبراير 1919                 |
|         | هوغو هاس      | هوغو هاس (1863–1919)       | 10 نوفمبر 1918    | 29 ديسمبر 1918 (استقال) | الحزب الديمقراطي الاجتماعي الألماني المستقل | الرئيس المشارك                                                  |
|         | فيليب شيدمان  | فيليب شايدمان (1865–1939)  | 10 نوفمبر 1918    | 11 فبراير 1919          | الحزب الديمقراطي الاجتماعي الألماني         | الرئيس المشارك من 29 ديسمبر 1919 رئيس الوزراء من 13 فبراير 1919 |
|         | فيلهلم ديتمان | فيلهلم ديتمان (1874–1954)  | 10 نوفمبر 1918    | 29 ديسمبر 1918 (استقال) | الحزب الديمقراطي الاجتماعي الألماني المستقل |                                                                 |
|         | إميل بارث     | إميل بارث (1879–1941)      | 10 نوفمبر 1918    | 29 ديسمبر 1918 (استقال) | الحزب الديمقراطي الاجتماعي الألماني المستقل |                                                                 |
|         |               | أوتو لاندسبيرج (1896–1957) | 10 نوفمبر 1918    | 11 فبراير 1919          | الحزب الديمقراطي الاجتماعي الألماني         |                                                                 |
|         | غوستاف نوسكي  | غوستاف نوسكي ة(1868–1946)  | 29 ديسمبر 1918    | 11 فبراير 1919          | الحزب الديمقراطي الاجتماعي الألماني         |                                                                 |
|         |               | رودولف ويسيل (1869–1962)   | 29 ديسمبر 1918    | 11 فبراير 1919          | الحزب الديمقراطي الاجتماعي الألماني         |                                                                 |

## روابط خارجية
- أرشيف مجلس نواب الشعب في المعهد الدولي للتاريخ الاجتماعي [الإنجليزية]